# Yodgoen Tor Chalermchai
Yodgoen Tor Chalermchai (ur. 27 października 1985 w Czumfonie) – tajski bokser kategorii słomkowej.

## Kariera zawodowa
Jako zawodowiec zadebiutował 25 września 2009 r., zwyciężając na punkty w 6-rundowym pojedynku. 29 stycznia 2010 r. zdobył pas WBC Youth w wadze słomkowej, nokautując w 4. rundzie Heriego Purnomo. Tytuł do 2011 r. obronił jeszcze czterokrotnie. 31 grudnia 2011 r. Taj zmierzył się w walce o mistrzostwo świata WBC z Kazuto Ioką. W połowie pierwszej rundy, Ioka zaatakował pretendenta lewym sierpowym, po którym nieprzytomny Chalermchai upadł na deski.